# Сонатина
Сонатина (соната без розробки) — різновид сонатної форми, в якій відсутня розробка, і яка застосовується в типових для сонатної форми умовах (наприклад, в перших частинах циклу).

## Загальні відомості
Цей різновид сонатної форми не дуже поширений. Застосовується вона зазвичай в творах «легшого» характеру. Основна область застосування — увертюра (увертюра до опери, балету або увертюра як самостійний твір).
За відсутності найголовнішого для сонатної форми розділу — розробки, сонатина проте зберігає приналежність до цієї форми. Вона має традиційний сонатний тематизм (активна головна партія і співуча побічна) і активну мотивну роботу, хоча б на рівні експозиції.
Перша частина сонатини як правило писалася в лаконічній сонатної формі з коротко викладеними темами, які особливо не мали розвитку. Розробка в ній або зовсім відсутня, або замінювалося невеликим сполучним переходом від експозиції до репризи. Спочатку ця сонатная форма іменувалася як «форма сонатини».